# Albert Luque
Albert Luque Martos (ur. 11 marca 1978 w Terrassie) – hiszpański piłkarz występujący na pozycji skrzydłowego lub napastnika.

## Kariera klubowa
Albert Luque karierę rozpoczynał w szkółce juniorów FC Barcelona. W 1998 roku trafił do RCD Mallorca. Z zespołem tym zadebiutował w rozgrywkach Primera División, jednak w pierwszym sezonie występów pełnił rolę rezerwowego, a regularnie grywał tylko w zespole rezerw. Mallorca niespodziewanie zajęła 3. miejsce w ligowej tabeli, a w kolejnych rozgrywkach Luque został wypożyczony do drużyny Málaga CF. W jej barwach wystąpił w 22 ligowych spotkaniach i uplasował się na 12. pozycji w tabeli. Latem 2000 roku hiszpański piłkarz powrócił do Mallorki, gdzie udało mu się wywalczyć miejsce w podstawowej jedenastce. Luque był jedną z najważniejszych postaci swojego zespołu. Imponował także skutecznością, zdobywając kolejno 10 i 14 goli w sezonie. „Barralets” w sezonie 2000/2001 ponownie zajęli w lidze 3. miejsce, jednak w rozgrywkach 2001/2002 z trudem utrzymali się w Primera División zajmując 16. lokatę. Luque po raz pierwszy w karierze wystąpił wówczas w europejskich pucharach – najpierw w Lidze Mistrzów, a później w Pucharze UEFA.
W 2002 roku Hiszpan postanowił zmienić klub i podpisał kontrakt z Deportivo La Coruña. Tam od razu przebił się do pierwszego składu – w debiutanckim sezonie w barwach „Depor” wystąpił w 32 ligowych pojedynkach i strzelił 7 bramek. Więcej trafień na koncie w drużynie mieli tylko król strzelców – Roy Makaay (29) oraz Diego Tristán (9). Deportivo 2 razy z rzędu wywalczyło 3. miejsce w ligowych rozgrywkach, regularnie brało też udział w Champions League. W sezonie 2004/2005 zespół z La Coruñi uplasował się jednak w środku tabeli. Hiszpański zawodnik 11 razy wpisał się na listę strzelców i był najlepszym strzelcem swojej drużyny. Przez trzy sezony spędzone w Deportivo Luque wystąpił łącznie w 101 meczach i strzelił 26 bramek.
26 sierpnia 2005 roku Luque podpisał 5-letni kontrakt z Newcastle United. „Sroki” zapłaciły za niego 14 milionów euro. Zadebiutował w pojedynku z Manchesterem United na St James’ Park, a w kolejnym meczu przeciwko Fulham doznał kontuzji. Po wyleczeniu urazu powrócił do składu i łącznie wystąpił w 14 spotkaniach Premier League. Swojego pierwszego gola dla Newcastle zdobył 17 kwietnia 2006 roku w meczu z Sunderlandem. 11 maja w pożegnalnym meczu Alana Shearera przeciwko Celticowi Luque wpisał się na listę strzelców trafiając do bramki uderzeniem z woleja. Przez kontuzje, jakie prześladowały wychowanka Barcelony podczas pobytu w Newcastle, nie potrafił odbudować swojej formy. W styczniu 2007 roku miał zostać wypożyczony do PSV Eindhoven, jednak do transferu ostatecznie nie doszło. Luque na ligowych boiskach pojawił się zaledwie 7 razy.
25 sierpnia Luque za 2 miliony euro przeszedł do Ajaksu Amsterdam, z którym podpisał 3-letni kontrakt. 25 września zdobył swoje pierwsze 2 gole dla nowego klubu. W pojedynku z VVV Venlo wpisał się na listę strzelców w 16. i 18. minucie, lecz w 22. musiał opuścić boisko z powodu kontuzji.
1 września 2008 roku Luque na zasadzie wypożyczenia przeszedł do Málagi. Latem 2009 roku powrócił do Ajaksu, jednak niedługo potem podpisał definitywny kontrakt z Málagą.

## Kariera reprezentacyjna
W 2000 roku Luque razem z reprezentacją Hiszpanii wywalczył srebrny medal Igrzysk Olimpijskich. W 2002 roku został powołany przez José Antonio Camacho na mistrzostwa świata. W drużynie narodowej zadebiutował dopiero w trakcie turnieju – 12 czerwca 2002 roku w wygranym 3:2 meczu z Republiką Południowej Afryki, kiedy to w 77. minucie zmienił Fernando Morientesa. Hiszpanie w 1/4 finału przegrali po rzutach karnych ze współorganizatorami mundialu – Koreą Południową i odpadli z turnieju. Na mistrzostwach oprócz spotkania z RPA Luque zagrał także w meczu z Irlandią. Wówczas w 80. minucie zastąpił Raúla Gonzáleza. W 2004 roku Hiszpan znalazł się w kadrze swojego kraju na mistrzostwa Europy. Podopieczni José Antonio Camacho na Euro odpadli jednak już w fazie grupowej, a Luque rozegrał tylko 19 minut w przegranym 0:1 pojedynku z Portugalią. Łącznie dla drużyny narodowej wychowanek Barcelony w 18 meczach zdobył 2 gole.